# القنوات التلفزيونية اليمنية
قائمة من بعض القنوات التلفزية الفضائية اليمنية العامة والخاصة.

## قائمة القنوات

### قناة اليمن الفضائية
هي قناة حكومية وتعدّ القناة الأهم في اليمن والناطقة باسم الحكومة، يرجع تاريخ تأسيسها إلى عام 1975م كقناة تلفزيونية أرضية بدأ البث الفضائي في 20 ديسمبر 1995م، وخلال فترة الحرب الأهلية ظهرت قناتان بهذا الاسم واحدة من الرياض للحكومة الشرعية وأخرى من صنعاء . وتبث على نايل سات وعرب سات.

### قناة عدن
قناة حكومية تبث من عدن، يذكر أنه خلال فترة الحرب الأهلية ظهرت قناتان بهذا الاسم واحدة تبث من الرياض للحكومة الشرعية وأخرى من صنعاء
قناة عدن المستقلة 
```
قناة عدن المستقلة قناة كبيرة  تبث من مدينة عدن وتم تجاهلها لأسباب لا اعلمها
```

### قناة يمانية
القناة الرسمية الثانية وكانت هذه القناة تعرف بقناة عدن الثانية إبان الوحدة اليمنية كما كانت قبل ذلك تعرف بمحطة عدن التلفزيونية التي تأسست عام 1963م وتعتبر من أقدم التلفزيونات العربية، وفي عام 2007 تم التوجيه ببث القناة الفضائي تحت اسم قناة «يمانية» الفضائية على الساتل عرب سات بدر 4.

### قناة المهرية
قناةٌ يمنيةٌ خاصة متنوعةٌ تتناولُ قضايا اليمن انطلاقاً من زاوية الشرق، المهرة وسقطرى، ومنها إلى كلِّ ربوع اليمن

### قناة سبأ
قناة حكومية تستهدف الشباب والطلاب.

### قناة الإيمان
تعد قناة الإيمان الفضائية القناة التلفزيونية الرسمية الرابعة، وهي قناة دينية تأسست عام 2008 بتوجيهات رئاسية بهدف إنتاج وبث البرامج الدينية، التوجيهية والإرشادية المعتدلة بعيداً عن ما أسمته بالتطرف والغلو.

### قناة حضرموت (حكومية)
قناة حكومية منوعة تتبع السلطة المحلية في محافظة حضرموت تبث من مدينة المكلا.

### قناة المكلا
هي قناة أرضية حكومية تتبع السلطة المحلية في حضرموت تبث في مدينة المكلا وما حولها.

### قناة المهرة
قناة حكومية منوعة تتبع السلطة المحلية في محافظة المهرة تبث من مدينة الغيضة.

### قناة السعيدة
قناة خاصة تعرض برامج منوعة.

### قناة اليمن اليوم
قناة خاصة تتبع حزب المؤتمر الشعبي العام. وخلال فترة الحرب الأهلية بعد مقتل رئيس المؤتمر علي عبد الله صالح ظهرت قناتان بهذا الاسم واحدة من القاهرة وأخرى من صنعاء  .

### قناة سهيل
قناة خاصة تتبع الشيخ حميد الأحمر وحزب الإصلاح في اليمن.

### قناة بلقيس
قناة خاصة تتبع توكل كرمان وتُعْنى بشؤون المرأة إلى جانب الشؤون السياسية وهي من القنوات المناهضة لحكم جماعة الحوثي.

### قناة المسيرة
قناة خاصة وهي المنبر الفضائي لهم.
قناتي المفضله؛ تنشر الكلمة الصادقه والثقافة المنسجمة مع كتاب الله سبحانه

### قناة يمن شباب
قناة خاصة شبابية تتبع الدكتور وسيم القرشي وهي التي تمثل شباب الثورة اليمنية.

### قناة حضرموت (خاصة)
قناة خاصة منوعة تتبع الشيخ عبد الله أحمد بقشان تبث من مدينة المكلا.

### قناة الغد المشرق
قناة خاصة منوعة تبث من الإمارات.ايضا مناهضة لحكم جماعة الحوثي.
توقفت عن البث قبل فترة.

### قناة يمن سما
قناة إعلانية ومنوعة تبث من صنعاء بعيدة عن السياسة.

### قناة الشرعية
قناة سياسية تبث من الرياض وتعنى بمناقشة مواضيع تابعة للحكومية الشرعية.

### قناة الهوية
قناة خاصة تبث من صنعاء.

### قناة الساحات
قناة خاصة 